# Municipio Apolo
Das Municipio Apolo liegt im Departamento La Paz im südamerikanischen Anden-Staat Bolivien.

## Lage im Nahraum
Das Municipio Apolo ist eines von zwei Municipios der Provinz Franz Tamayo und liegt im östlichen Teil der Provinz. Es grenzt im Westen an die Republik Peru, im Südwesten an das Municipio Pelechuco und an die Provinz Bautista Saavedra, im Süden an die Provinz Larecaja, im Südosten an die Provinz Sud Yungas, im Osten an das Departamento Beni und im Norden an die Provinz Abel Iturralde.
Das Municipio hat 86 Ortschaften (localidades), der zentrale Ort des Municipio ist Apolo mit 6376 Einwohnern im zentralen westlichen Teil des Municipios. (Volkszählung 2012)

## Geographie
Das Municipio Apolo liegt im nördlichen Teil der bolivianischen Cordillera Central, im Übergangsbereich zum bolivianischen Tiefland.
Die Region weist im Temperaturverlauf ein sehr ausgeglichenes Klima auf, die Durchschnittstemperatur liegt bei 20,4 °C (siehe Klimadiagramm Apolo), die monatlichen Durchschnittstemperaturen schwanken nur unwesentlich zwischen 21 °C von Oktober bis März und knapp 19 °C im Juni und Juli. Der Jahresniederschlag liegt im langjährigen Mittel bei gut 1300 mm, der kurzen Trockenzeit im Juni und Juli mit Monatsniederschlägen unter 35 mm steht eine ausgedehnte Feuchtezeit mit bis zu 200 mm im Dezember und Januar gegenüber.

## Bevölkerung
Die Einwohnerzahl des Municipios ist zwischen 1992 und 2024 um die Hälfte angestiegen:
| Jahr | Einwohner | Quelle       |
| ---- | --------- | ------------ |
| 1992 | 12.877    | Volkszählung |
| 2001 | 13.271    | Volkszählung |
| 2012 | 20.217    | Volkszählung |
| 2024 | 19.047    | Volkszählung |

Das Municipio Apolo wies bei der letzten Volkszählung von 2024 eine Bevölkerungsdichte von 1,3 Einwohnern/km² auf, die Lebenserwartung der Neugeborenen im Jahr 2001 lag bei 65,4 Jahren, die Säuglingssterblichkeit war von 8,6 Prozent (1992) auf 5,0 Prozent im Jahr 2001 gesunken.
Der Alphabetisierungsgrad bei den über 15-Jährigen beträgt 77,6 Prozent, und zwar 83,0 Prozent bei Männern und 71,5 Prozent bei Frauen (2001).
73,9 Prozent der Bevölkerung sprechen Spanisch, 91,0 Prozent sprechen Quechua und 1,9 Prozent Aymara. (2001)
98,0 Prozent der Bevölkerung haben keinen Zugang zu Elektrizität, 83,5 Prozent leben ohne sanitäre Einrichtung (2001).
57,5 Prozent der Haushalte besitzen ein Radio, 9,0 Prozent einen Fernseher, 25,6 Prozent ein Fahrrad, 2,9 Prozent ein Motorrad, 0,4 Prozent einen PKW, 1,9 Prozent einen Kühlschrank, 0,0 Prozent ein Telefon. (2001)

## Politik
Ergebnis der Regionalwahlen (concejales del municipio) vom 4. April 2010:
| Wahlberechtigte |  | Stimmen | gültig |  | MSM    | M.P.S. | MAS-IPSP | ASP   | UN    |
| --------------- |  | ------- | ------ |  | ------ | ------ | -------- | ----- | ----- |
| 6.820           |  | 5.760   | 4.745  |  | 2.242  | 1.068  | 838      | 377   | 220   |
|                 |  | 84,5 %  | 82,4 % |  | 47,2 % | 22,5 % | 17,7 %   | 7,9 % | 4,6 % |

Ergebnis der Regionalwahlen (elecciones de autoridades políticas) vom 7. März 2021:
| Wahl- berechtigte |  | Wahl- beteiligung | gültige Stimmen |  | MAS-IPSP | PBCSP   | SOL.BO  | J.A.LLALLA.L.P. | MTS     | UNIDOS | FPV    |
| ----------------- |  | ----------------- | --------------- |  | -------- | ------- | ------- | --------------- | ------- | ------ | ------ |
| 9.343             |  | 7.565             | 5.085           |  | 1.972    | 800     | 614     | 602             | 515     | 190    | 148    |
|                   |  | 80,97 %           | 67,22 %         |  | 38,78 %  | 15,73 % | 12,07 % | 11,84 %         | 10,13 % | 3,74 % | 2,91 % |

## Gliederung
Das Municipio Apolo untergliederte sich bei der letzten Volkszählung von 2012 in die folgenden fünf Kantone (cantones):
- 02-0701-01 Kanton Apolo – 27 Gemeinden – 11.536 Einwohner
- 02-0701-02 Kanton Aten – 29 Gemeinden – 4.564 Einwohner
- 02-0701-03 Kanton Raviana (früher: Santa Cruz del Valle Ameno) – 24 Gemeinden – 2.942 Einwohner
- 02-0701-04 Kanton Mojos – 1 Gemeinde – 66 Einwohner
- 02-0701-05 Kanton Pata – 5 Gemeinden – 1.109 Einwohner

## Ortschaften im Municipio Apolo
- Kanton Apolo
  - Apolo 6376 Einw. – Raviana 368 Einw. – Machua 316 Einw. – Santa Cruz del Valle Ameno 223 Einw. – Apacheta 19 Einw.

- Kanton Aten
  - Tupili 647 Einw. – Aten 351 Einw. – Puerto El Carmen 51 Einw.

- Kanton Raviana
  - Los Altos 400 Einw. – Vaquería 276 Einw. – Mohima 249 Einw. – Unapa 190 Einw.

- Kanton Mojos
  - Mojos 66 Einw.

- Kanton Pata
  - Pata 258 Einw.